# Parco delle Madonie
Parco delle Madonie este o arie protejată (arie de protecție specială avifaunistică — SPA) din Italia întinsă pe o suprafață de 40.860 ha, integral pe uscat.

## Localizare
Centrul sitului Parco delle Madonie este situat la coordonatele 37°51′56″N 14°01′06″E / 37.86562°N 14.018412°E.

## Înființare
Situl Parco delle Madonie a fost declarat arie de protecție specială avifaunistică în aprilie 2005 pentru a proteja 6 specii de plante și 78 de specii de animale.

## Biodiversitate
Situată în ecoregiunea mediteraneană, aria protejată conține 24 de habitate naturale: Râuri mediteraneene cu debit intermitent, cu specii de Paspalo-Agrostidion, Pante stâncoase calcaroase cu vegetație casmofită, Păduri de fag din Apenini cu Abies alba și păduri de fag cu Abies nebrodensis, Păduri de Ilex aquifolium, Păduri de pin mediteraneene cu pini mezogeni endemici, Fânețe de joasă altitudine (Alopecurus pratensis, Sanguisorba officinalis), Pajiști umede mediteraneene cu ierburi înalte de Molinio-Holoschoenion, Păduri de stejar alb estice, Tufărișuri termo-mediteraneene și de pre-deșert, Păduri de Castanea sativa, Mlaștini turboase de tranziție și turbării mișcătoare, Lacuri eutrofice naturale cu vegetație de tip Magnopotamion sau Hydrocharition, Păduri de fag din Apenini cu Taxus și Ilex, Pseudostepă cu ierburi și specii anuale de Thero-Brachypodietea, Liziere de ierburi înalte hidrofile de câmpie și de nivel montan până la alpin, Păduri panonice-balcanice de stejar turcesc - stejar sesil, Galerii și tufărișuri riverane sudice (Nerio-Tamaricetea și Securinegion tinctoriae), Matorral arborescenți cu Laurus nobilis, Galerii de Salix alba și de Populus alba, Păduri de Quercus ilex și Quercus rotundifolia, Ape oligotrofe în general din solurile nisipoase vest-mediteraneene, cu un conținut foarte redus de minerale, cu Isoetes spp., Grohotișuri termofile și vest-mediteraneene, Păduri de Quercus suber, Lande oro-mediteraneene cu formațiuni endemice de grozamă.
La baza desemnării sitului se află mai multe specii protejate:
- plante (6): Abies nebrodensis, Dianthus rupicola, Leontodon siculus, Ophrys lunulata, Stipa austroitalica, Tripolium sorrentinoi
- păsări (69): lăcar-de-lac (Acrocephalus scirpaceus), fluierar de munte (Actitis hypoleucos), ciocârlie-de-câmp (Alauda arvensis), pescăruș albastru (Alcedo atthis), Alectoris graeca whitakeri, fâsă-de-câmp (Anthus campestris), lăstunul mare (Apus apus), Apus pallidus, acvilă de munte (Aquila chrysaetos), Aquila fasciata, stârc cenușiu (Ardea cinerea), pasărea ogorului (Burhinus oedicnemus), ciocârlie-cu-degete-scurte (Calandrella brachydactyla), caprimulg (Caprimulgus europaeus), prundăraș de sărătură (Charadrius alexandrinus),  prundaș gulerat mic (Charadrius dubius), mierla de apă (Cinclus cinclus), erete de stuf (Circus aeruginosus), erete vânăt (Circus cyaneus), dumbrăveancă (Coracias garrulus), prepeliță (Coturnix coturnix), cuc (Cuculus canorus), lăstun de casă (Delichon urbicum), egretă mică (Egretta garzetta), măcăleandru (Erithacus rubecula), Falco biarmicus, Falco naumanni, șoim călător (Falco peregrinus), șoimul rândunelelor (Falco subbuteo), vânturel de seară (Falco vespertinus), muscar-gulerat (Ficedula albicollis), muscar negru (Ficedula hypoleuca), cinteză (Fringilla coelebs), vulturul pleșuv sur (Gyps fulvus), rândunică (Hirundo rustica), capîntortură (Jynx torquilla), sfrâncioc roșiatic (Lanius collurio), sfrâncioc cu cap roșu (Lanius senator), pescăruș râzător (Larus ridibundus), ciocârlie de pădure (Lullula arborea), privighetoare (Luscinia megarhynchos), ciocârlie de bărăgan (Melanocorypha calandra), prigoare (Merops apiaster), gaia neagră (Milvus migrans), gaia roșie (Milvus milvus), mierlă de piatră (Monticola saxatilis), codobatură galbenă (Motacilla alba), codobatură de munte (Motacilla cinerea), muscar sur (Muscicapa striata), vultur egiptean (Neophron percnopterus), pietrar sur (Oenanthe oenanthe), grangur (Oriolus oriolus), viespar (Pernis apivorus), codroș de munte (Phoenicurus ochruros), codroșul de pădure (Phoenicurus phoenicurus), pitulice sfârâitoare (Phylloscopus sibilatrix), Pyrrhocorax pyrrhocorax, sitar de pădure (Scolopax rusticola), turturică (Streptopelia turtur), graur (Sturnus vulgaris), silvie roșcată (Sylvia cantillans), silvie de câmp (Sylvia communis), Sylvia conspicillata, silvie de tufiș (Sylvia undata), corcodel mic (Tachybaptus ruficollis), Tachymarptis melba, sturz-cântător (Turdus philomelos), sturz (Turdus pilaris), pupăză (Upupa epops)
- mamifere (4): liliac cărămiziu (Myotis emarginatus), liliac comun (Myotis myotis), liliacul mare cu potcoavă (Rhinolophus ferrumequinum), liliacul mic cu potcoavă (Rhinolophus hipposideros)
- nevertebrate (3): croitorul mare al stejarului (Cerambyx cerdo), Cordulegaster trinacriae, Rosalia alpina
- reptile (2): Emys trinacris, țestoasă bănățeană (Testudo hermanni)

Pe lângă speciile protejate, pe teritoriul sitului au mai fost identificate 390 de specii de plante, 42 de specii de păsări, 5 specii de amfibieni, 17 specii de mamifere, 344 de specii de nevertebrate, 3 specii de pești, 11 specii de reptile.